# 홍익대학교 사범대학 부속여자고등학교
홍익대학교 사범대학 부속여자고등학교(弘益大學校 師範大學 附屬女子高等學校)은 대한민국 서울특별시 마포구 성산동에 위치한 사립 고등학교이다.

## 학교 연혁
- 1967년 6월 10일 : 학교법인 홍익학원 이사회에서 학교설립 결의(홍익여자 중고등학교 설립)
- 1967년 12월 29일 : 홍익여자고등학교 설립인가(각 학년 4학급)
- 1968년 1월 5일 : 초대 교장 최애경 박사 취임
- 1968년 3월 12일 : 개교 및 1968학년도 신입생 입학식
- 1970년 3월 1일 : 본관 교사 1,782평 준공
- 1971년 4월 1일 : 문교부 지정 여성 교육 연구학교로 지정
- 1972년 11월 25일 : 학급 증설 인가(각 학년 10학급 전 30학급)
- 1972년 12월 11일 : 신관교사 905.14평 준공
- 1977년 3월 1일 : 교명 변경 홍익대학교 사범대학 부속여자고등학교
- 2012년 8월 1일 : 학교 이전(서울특별시 마포구 성미산로 51)
- 2020년 9월 1일 : 제16대 교장 김광국 선생 취임
- 2021년 2월 4일 : 제51회 졸업식(8학급 233명, 총원 23,856명)
- 2023년 9월 1일: 제 17대 교장 황광욱 선생 취임

학교 동문

## 참고 자료
- 홍익대학교 사범대학 부속여자고등학교 - 한국교육학술정보원 학교알리미